# Swan Island Dahlias
Swan Island Dahlias ist die flächenmäßig größte und züchterisch bedeutendste Dahlienzuchtgärtnerei in den USA. Unternehmenssitz ist Canby, Oregon. Heutzutage werden auf mehr als 40 Acres Land (das sind gut 16 Hektar) über 350 Dahlienvarietäten produziert.

## Geschichte
Das Familienunternehmen wurde 1927 in Portland (ebenfalls in Oregon) gegründet. Die ersten Besitzer waren Frances McCarter (späterer Name McDuffee) und ihr Ehemann. Der ursprüngliche Unternehmensname (Firma) war Rex Dahlia Gardens, 1934 geändert in Portland Dahlia Gardens und 1948 in Swan Island Dahlias. Diesen heutige Firma gab dem Unternehmen eine frühere Insel im Willamette River, Swan Island, nach deren Umwandlung in Festland durch Aufschüttungen Mitte der 1920er Jahre sie dort ein Lagergebäude besaß. Weil das Gelände (im heutigen Stadtteil Overlook) im Lauf des Zweiten Weltkriegs Anfang der 1940er Jahre zu einer militärischen Schiffsbauwerft umgewandelt wurde, wechselte der Betrieb seinen Sitz nach Canby, zunächst auf Pachtland, ab 1953 auf zunächst 20 Acres eigenem Land. 1952 übernahm der Sohn von Frances, Dick McCarter und dessen Frau Shirley das Geschäft. 1963 erwarben die aus Laurel im Bundesstaat Washington stammenden Eheleute Nick und Margaret Gitts die Dahlienfarm von den ursprünglichen Besitzern. Sie vergrößerten den Betrieb auf die heutigen 40 Acres. 1975 traten ihre Söhne Nicholas und Ted als Partner in das Unternehmen ein und übernahmen 1991 die Leitung. Sie verstärkten den Großhandel, bauten den Versandhandel per Katalog weiter aus, vergrößerten die jährlich abgehaltene Dahliensortenschau des Unternehmens, zu der jeweils mehrere zehntausend Besucher kommen, und stellten die Verkaufsorganisation auf EDV um. Heute sind auch die Töchter von Nicholas, Jennifer Gitts–Eubanks und Heather Gitts–Schloe, sowie der Sohn von Ted, Derek Gitts, im Betrieb tätig. Swan Island Dahlias erzielt einen Umsatz von rund 1,5 Millionen Dollar.